# Paul Kibikai
Paul Kibikai (4 de abril de 1991) es un deportista gabonés que compite en judo. Ganó una medalla de plata en los Juegos Panafricanos de 2015 en la categoría de –81 kg.

## Palmarés internacional
| Juegos Panafricanos | Juegos Panafricanos               | Juegos Panafricanos | Juegos Panafricanos |
| Año                 | Lugar                             | Medalla             | Categoría           |
| ------------------- | --------------------------------- | ------------------- | ------------------- |
| 2015                | Brazzaville (República del Congo) | Medalla de plata    | –81 kg              |